# ينظم
ينظم هي إحدى قرى عزلة كهال بمديرية المنار التابعة لمحافظة ذمار، بلغ تعداد سكانها 450 نسمة حسب تعداد اليمن لعام 2004.

تعديل مصدري - تعديل

## روابط خارجية
- الجهاز المركزي للإحصاء بالجمهورية اليمنية
- المركز الوطني للمعلومات باليمن
- World Gazetteer:Yemen
- الدليل الشامل